# Goswin Nickel
Goswin Nickel (ur. 1 maja 1582 w Koslar k. Jülich, zm. 31 lipca 1664 w Rzymie) – niemiecki jezuita, 10. Przełożony Generalny Towarzystwa Jezusowego.
Wstąpił do zakonu w 1604. Był profesorem teologii w Kolonii, rektorem szeregu kolegiów. Dwukrotnie pełnił urząd prowincjała (1630–1637 i 1639–1643). Następnie był powołany przez generała Franciszka Piccolominiego na asystenta prowincji niemieckich i wikariusza generalnego. Po śmierci Piccolominiego zwołał X Kongregację Generalną, podczas której przełożonym generalnym wybrano Aleksandra Gottifrediego. Gdy nowy generał zmarł niespodziewanie po dwóch miesiącach jeszcze w trakcie trwania kongregacji, ci sami delegaci wybrali jego następcą Nickela (17 marca 1652).
Przez lata jego rządów toczył się spór z jansenistami. We Francji szczególnie dotkliwa była postawa Pascala, wybitnego filozofa i sympatyka jansenistów. Nie rozstrzygnięte były kontrowersje co do rytu chińskiego.
Ze względu na podeszły wiek i pogarszający się stan zdrowia (ataki apopleksji) Nickel mianował swoim czasowym wikariuszem asytenta Niemiec, o. Christopha Schorrera (grudzień 1660 – kwiecień 1661). Natomiast podczas XI Kongregacji Generalnej 7 czerwca 1661 delegaci za zgodą papieża Aleksandra VII wybrali o. Jana Pawła Olivę wikariuszem generalnym Towarzystwa Jezusowego z pełnią władzy i prawem następstwa po śmierci generała, która nastąpiła trzy lata później.